# 八戸学院光星高等学校
八戸学院光星高等学校（はちのへがくいんこうせいこうとうがっこう）は、青森県八戸市湊高台六丁目および美保野にある私立高等学校。

## 概要
全校生徒数は約800人。美保野キャンパスには、本校専攻科の他に、以前は仙台育英学園高等学校通信制課程の学習拠点「ILC青森」が設置されていた。全国自動車大学校・整備専門学校協会加盟校。

## 沿革
（沿革節の主要な出典は公式サイト）
- 1956年（昭和31年）4月18日 - 学校法人白菊学園による光星学院高等学校設置許可
- 1959年（昭和34年）
  - 3月23日 - 学校法人光星学院設立認可
  - 3月31日 - 学校法人白菊学園により光星学院高等学校廃校。学校法人光星学院による光星学院高等学校設置許可
  - 4月1日 - 学校法人光星学院による光星学院高等学校設置
- 1961年（昭和36年） - 商業科増設
- 1964年（昭和39年） - 男子校から男女共学校化
- 1966年（昭和41年）4月1日 - 自動車科増設
- 1967年（昭和42年）
  - 4月1日 - 建築科、機電科、保育科を増設
  - 6月 - 光星学院高等学校付属しののめ幼稚園設置許可
- 1968年（昭和43年）7月 - 多賀台幼稚園設置許可
- 1974年（昭和49年）4月1日 - 光星学院高等学校専攻科自動車科設置。事務科、機械科、電気科を増設
- 1977年（昭和52年）4月1日 - 自動車科に夜間部設置
- 1992年（平成4年）4月1日 - 専攻科介護福祉科設置。
- 1999年（平成11年）9月7日 - 法人本部事務局を光星学院高等学校内から八戸大学内へ移転
- 2005年（平成17年）4月1日 - 光星学院高等学校付属しののめ幼稚園を八戸短期大学付属しののめ幼稚園に名称変更
- 2013年（平成25年）4月1日 - 現学校名に名称変更
- 2020年（令和2年）4月1日 - 専攻科自動車科の生徒募集停止
- 2021年（令和3年）3月31日 - 専攻科自動車科を廃止。専攻科を廃止
- 不詳 - 自動車科夜間部廃止

## 設置コース
- 普通科
  - 特別進学コース
  - 進学コース
  - 総合学習コース
- ビジネス科
  - ビジネスコース
- 工業技術科
  - 自動車整備士コース[2]
  - 工業技術コース
- 保育福祉科
  - 保育コース[3]
  - 福祉コース

## 専攻科
- 専攻科は、高校とは別の校地にある。外部の高校を卒業した者も入学可能である。

設置学科
- 自動車科（2級自動車整備士養成）
- 介護福祉科（介護福祉士養成）

## 運動部

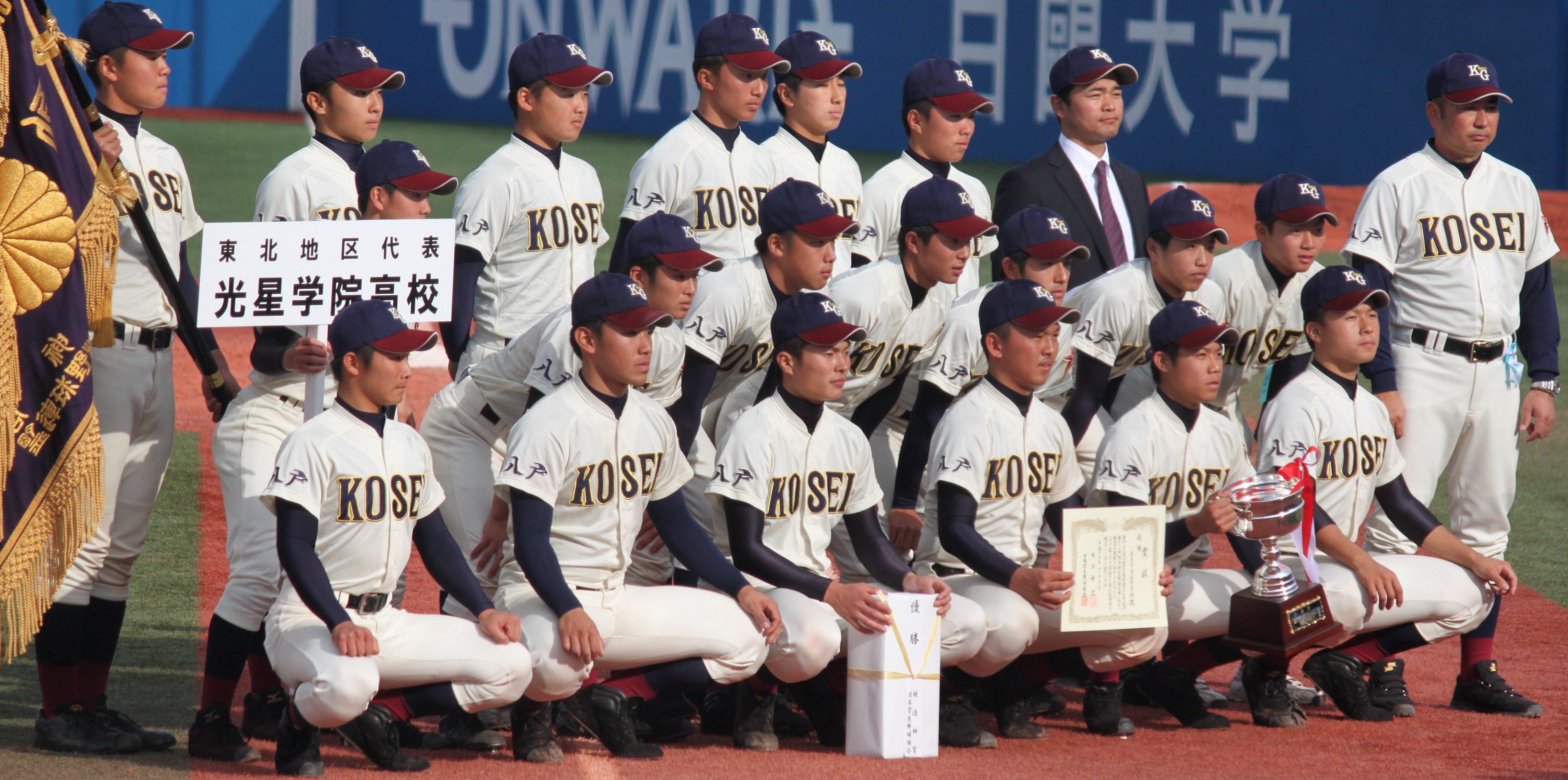
2011年11月27日 明治神宮野球場にて

- スポーツに非常に力を注いでおり、日本全国から選手が集まっている。
- レスリング部ではオリンピック級の選手を古くから輩出している。
- 硬式野球部は、1997年春（第69回）に甲子園初出場をして以降、春10回、夏12回甲子園に出場しており、そのうちベスト8以上が春1回、夏8回を誇る全国屈指の強豪校として知られる。2000年夏（第82回）ではベスト4に進出。準決勝では優勝した智弁和歌山高校（和歌山）に5-7で敗退し、決勝戦進出を逃した。2011年夏（第93回）では、青森県勢として1969年夏（第51回）の三沢高校以来42年ぶりに決勝戦へ進出。決勝では日本大学第三高校（西東京）に0-11で敗れ、準優勝に終わった。同年の第42回明治神宮野球大会で優勝。2012年春（第84回）でも、青森県勢として選抜大会初の決勝戦に進出。決勝では大阪桐蔭高校（大阪）に3-7で敗れ準優勝。同年夏（第94回）でも前年に引き続き決勝戦に進出し、春の選抜で敗れた大阪桐蔭と対戦。甲子園大会において決勝が春夏連続通じて史上初の同一カードとなった。決勝では大阪桐蔭に0-3で敗れ準優勝となり甲子園大会では史上初の3大会連続の準優勝となった。
- 硬式野球部員は全寮制となっている。
- サッカー部も全国高等学校サッカー選手権大会に6度出場しており、初出場から5連続初戦敗退であったが、6度目の出場となった1996年の第75回大会で初勝利を上げている。

## 著名な卒業生

### 野球
- 洗平竜也（中日ドラゴンズ）
- 根市寛貴（読売ジャイアンツ、大阪近鉄バファローズ、東北楽天ゴールデンイーグルス）
- 松崎伸吾（東北楽天ゴールデンイーグルス、阪神タイガース）
- 坂本勇人（読売ジャイアンツ・東京オリンピック野球日本代表で金メダリスト）
- 下沖勇樹（福岡ソフトバンクホークス）
- 川上竜平（東京ヤクルトスワローズ）
- 北條史也（阪神タイガース、三菱重工West）
- 田村龍弘（千葉ロッテマリーンズ）
- 呉屋開斗（中日ドラゴンズ）
- 八木彬（千葉ロッテマリーンズ）
- 田城飛翔（福岡ソフトバンクホークス、オリックス・バファローズ）
- 武岡龍世（東京ヤクルトスワローズ）
- 伊藤大将（福岡ソフトバンクホークス）
- 佐藤航太（福岡ソフトバンクホークス）
- 六埜雅司（元社会人野球選手）

### サッカー
- 田端秀規（ジュビロ磐田、ソニー仙台FC監督→強化担当、ツエーゲン金沢強化部長）
- 新井山祥智（ヴァンラーレ八戸）

### レスリング
- 赤石光生（ロサンゼルスオリンピックレスリング男子フリースタイル62kg級銀メダリスト）
- ケンドー・カシン（プロレスラー）

### ボクシング
- 木村登勇（プロボクサー）
- 小比類巻貴之（キックボクサー）

### 芸能
- 北向珠夕（グラビアモデル、第43代旭化成グループキャンペーンモデル）

## 著名な教職員・関係者
- 金沢成奉（硬式野球部元監督）
- 仲井宗基（硬式野球部監督）